# Georges Jobé
Ne pas confondre avec le cycliste belge Georges Jobé (1923-2013).
Georges Jobé, né le 6 janvier 1961 à Retinne et mort le 19 décembre 2012 à Bruxelles, est un pilote belge de motocross.

## Biographie
Les « Magnificent Seven » ne sont plus que cinq. Sept pilotes belges ont porté cette discipline au firmament mondial, cumulant 40 titres mondiaux à eux seuls : Stefan Everts (10), Joël Robert (6), Georges Jobé (5), Roger De Coster (5), Eric Geboers (5), Joël Smets (5), Harry Everts (4). On pourrait encore y rajouter Gaston Rahier et André Malherbe avec chacun 3 titres à leur actif.
Plus jeune Champion du monde de motocross lorsqu'il obtient, à 19 ans, le titre 250 cm3 en 1980 sur une Suzuki officielle. 1980 est une année faste pour les Belges puisqu'ils remportent le titre dans les 3 catégories (125, 250 et 500 cm3). Ainsi, pendant 12 saisons, le Liégeois est au sommet avant de raccrocher en 1992, année de son tout dernier sacre. 

Ce n'est pas pour autant qu'il quitte le monde du motocross ; il monte alors son propre "team" afin d'aider les jeunes pilotes et de conseiller notamment les représentants officiels KTM officiant au Mondial MX1. Il se lance également dans l'organisation d'événements et met notamment sur pied des épreuves de cross dans les sables du Qatar. Mais aussi un homme entier, un champion hors normes, un homme au grand cœur, notamment à l’origine de l’asbl liégeoise « En vies d’avenir », qui assure la réinsertion de personnes socialement défavorisées par le biais de la moto. 
Au début des années 2000, le quintuple champion du monde se lance dans l’organisation d’un GP de motocross sur un circuit qu’il construit aux abords du circuit de Spa-Francorchamps, près du célèbre virage de la source. Il s’agit à l’époque d’un ambitieux triple GP réunissant les catégories 125, 250 et 500 cm3. Bien que disposant d’un contrat de 7 ans pour l’organisation du GP, Jobé ne mènera pas ce contrat à son terme.
En décembre 2007, il est victime d'une grave chute en se baladant avec deux amis dans les dunes de Dubaï. Alors qu'il roule à faible vitesse, lors d'un freinage, la main gauche de l'ancien champion du monde glisse du guidon et il perd le contrôle de sa direction. Il passe par-devant sa moto, frappe violemment le sol de la tête avant de recevoir sa mécanique sur le dos. « Je suis toujours resté conscient, mais j'ai directement senti que je ne pouvais plus bouger, confie Georges à ses proches. Je ne pouvais accomplir aucun geste, j'avais du mal à respirer. Je n'arrivais même plus à crier ». Transféré à l'hôpital local, il y reste quatre jours avant d'être rapatrié par avion aux Soins Intensifs du centre hospitalier universitaire de Liège où l'on diagnostique un tassement de la moelle épinière. Si son côté droit est complètement paralysé, le Liégeois retrouve progressivement une bonne partie de ses sensations dans la jambe et le bras gauches. Bien que très faible, il garde le moral et veut se battre pour retrouver l'entièreté de ses sensations. Après quatre ans de rééducation intense, il a recouvré sa force et peut de nouveau faire de la marche et du vélo.
En 2010, il est soigné pour un cancer de la peau. Au même moment, il crée un team MX1 avec des KTM sur lesquelles il compte faire rouler Kevin Strijbos et le jeune Français Anthony Boissière. Un imbroglio financier avec le partenaire principal de l’équipe empêche toutefois le Liégeois de poursuivre son projet au-delà des épreuves d’avant-saison. 
En 2011, le corps médical lui diagnostique une myélodysplasie, une forme de leucémie. Il meurt de cette maladie le 19 décembre 2012, à l'âge de 51 ans. 
Lors de sa dernière interview, il confie: «C’est en frôlant la mort qu’on prend conscience de la valeur des choses. Je suis prêt à échanger mes cinq titres mondiaux contre la garantie de jouir d’une bonne santé. Et puis, surtout, je ne veux plus perdre mon temps dans des choses vaines. À 51 ans et après avoir traversé cette douloureuse période, j’ai pris conscience qu’on ne revient jamais en arrière. Je veux profiter de la vie, de mes amis, passer du temps avec les membres de ma famille, c’est tout. Voir Maïté et Vic, mes enfants, et la vie est belle».
Avec cinq titres de Champion du monde (deux en 250 cm3 avec Suzuki et trois en 500 cm3 avec Honda), il possède le troisième meilleur palmarès derrière Stefan Everts (10 titres) et Joël Robert (6 titres). Le Liégeois a aussi été sacré 9 fois champion de Belgique, une fois champion d'Italie, a remporté le Motocross des nations (MXON) en 1980 à Farleigh Castle (en) (Royaume-Uni), associé à André Malherbe, André Vromans et Ivan Van den Broek. Il est élu Sportif belge de l'année en 1987 et 1992. Chaque année, au mois de septembre, les enfants de Georges organisent le " Spirit Of Georges Jobé ". Un week-end de motocross non compétitif organisé à Retinne, son village natal et destiné tout en honorant sa mémoire, à récolter des fonds pour l'ASBL " En Vies d'Avenir ".

## Palmarès
- Champion du monde 250 cm3 en 1980 et 1983 sur Suzuki 250 RH ; vice-champion 1981, 1982
- Champion du monde 500 cm3 en 1987, 1991 et 1992 ; vice-champion 1984.
- Champion de Belgique 250 cm3 1978, 1980, 1981, 1982, 1983
- Champion de Belgique 500 cm3 1984, 1989
- Champion d'Italie 500 cm3 1986
- Vainqueur du Motocross des nations 1980 (avec André Malherbe, André Vromans et Ivan Van den Broek)
- Vainqueur du Superbiker de Mettet en 1987

## Distinction
- Sportif belge de l'année 1987 et 1992